# Кузнецов, Андрей Александрович (игрок в мини-футбол)
Андрей Александрович Кузнецов (10 апреля 1983, Ленинград, СССР) — российский футболист, игрок в мини-футбол. Нападающий петербургского клуба «Политех». Выступал за сборную России по мини-футболу.

## Биография
Воспитанник петербургского футбола. В 2000 году, одновременно получив приглашения из футбольного «Динамо» и мини-футбольного «Политеха», решил выбрать последний и посвятить свою карьеру мини-футболу. Проведя в «Политехе» три сезона, перешёл в казахстанский «Тулпар», где провёл два сезона, за которые стал обладателем кубка и серебряным призёром чемпионата страны.
Получив приглашение от Юрия Руднева, в 2005 году Кузнецов вернулся в российский чемпионат и начал выступления за «Норильский никель». Вскоре он стал заметной фигурой в составе норильчан и по итогам сезона 2005/06 вошёл в десятку лучших бомбардиров чемпионата.
Следствием яркой игры стали вызовы в сборную России по мини-футболу. В её составе он принял участие в двух товарищеских матчах. А в 2006 году в составе студенческой сборной России он стал победителем студенческого чемпионата мира.
Кузнецов играл в «Норильском никеле» до 2009 года, после чего вернулся в петербургский «Политех».

## Достижения
- Победитель студенческого чемпионата мира по мини-футболу 2006
- Обладатель Кубка Казахстана по мини-футболу 2004